# Nu Aquilae
Nu Aquilae (32 Aquilae) é uma estrela dupla na direção da constelação de Aquila. Possui uma ascensão reta de 19h 26m 31.09s e uma declinação de +00° 20′ 18.9″. Sua magnitude aparente é igual a 4.64. Considerando sua distância de 11643 anos-luz em relação à Terra, sua magnitude absoluta é igual a −8.12. Pertence à classe espectral F2Ib. É uma estrela variável suspeita.